# Ginés de Boluda
Ginés de Boluda Iniesta (Hellín, c. 1545 - ¿Sevilla?, después del 24 de abril de 1604) fue un compositor y maestro de capilla español.

## Vida
Las primeras noticias de la vida de Boluda proceden de los manuscritos llamados Papeles de Barbieri,

Nació en la villa de Hellín, diócesis de Cartagena, siendo sus padres Gaspar de Voluda y Catalina de Yniesta, naturales ambos de dicha villa [...]. Así consta en la voluminosa información de limpieza de sangre que ninguna noticia personal suministra de dicho maestro, como tal, mandada instruir en 24 de diciembre de 1580 por los Sres. Deán y Cabildo de la Catedral de Toledo, para ser admitido como Racionero Maestro de Capilla de la misma, cuya posesión obtuvo en 14 de marzo de 1581 [...]

Se desconoce dónde se formó, aunque es posible que fuese en el mismo Hellín, en la parroquia de la Asunción, que tenía coro de infantes y capilla de música. Las primeras noticias profesionales son de la Catedral de Cádiz, específicamente sobre la partida de Boluda como maestro de capilla hacia la Catedral de Cuenca en 1578. Así, tras el fallecimiento del maestro Gabriel Gálvez, Boluda fue nombrado maestro de Cuenca. Rodrigo de Castro, obsipo de Cuenca, lo tomó bajo su protección.
Dos años más tarde ganó las oposiciones al magisterio de la Catedral Primada de España en Toledo, compitiendo contra importantes maestros, Francisco de Velasco, Sebastián Vivanco y Gabriel Hernández. Tomó posesión del cargo el 14 de marzo de 1581. En la Catedral, una de las más importantes de la Cristiandad en la época, realizó los trabajos habituales del maestro de capilla, composición de música para las fiestas religiosas, contratación de músicos para la capilla, que lo llevó a realizar viajes a Logroño, Burgos, Palencia, Valladolid y Segovia, y la gestión de la biblioteca musical, que amplió con composiciones de Tomás Luis de Victoria y Francisco Guerrero.
Permaneció en Toledo trece años hasta el 22 de septiembre de 1593, cuando fue sustituido por Alonso Lobo. Partió a Sevilla, con su protector, Rodrigo de Castro, que había sido nombrado arzobispo de Sevilla. No parece que realizara actividades musicales en Sevilla, siendo la última referencia a Boluda del 24 de abril de 1604.

## Obra
La importancia de Boluda en la época viene dada por unos versos de Vicente Espinel (1591), Canto segundo de la Casa de la Memoria, en el que ensalzaban a cuatro compositores contemporáneos: Ceballos, Ordóñez, Gálvez y Boluda.

Tú [Voluda] que en nueuo estilo cobras
Fama que eternamente te acompaña

No es mucho lo que se ha conservado de las numerosas composiciones de Boluda. Pero ha quedado claro que fue un innovador de la música, introduciendo en la capilla nuevos instrumentos como sacabuches, chirimías y cornetas.
Su composición más conocida es el Asperges me, compuesta en Cuenca. Además compuso seis salmos, entre los que se mencinan Laudate pueri, Lauda Ierusalem, tertius tonus y Lauda Ierusalem, octavus tonus, y dos salmos, Coplillas de Navidad y Santos Reyes.

## Biografía
- RUBIO, SAMUEL, Historia de la música española desde el "ars nova" hasta 1600". Alianza música.

- Datos: Q5563335